# Amelia Douglas
Pour les articles homonymes, voir Douglas et Connolly.
Amelia Douglas, née le 1er janvier 1812 à Nelson House et morte le 8 janvier 1890 à James Bay, est une pionnière canadienne. De la traite des fourrures à la colonisation de la Colombie-Britannique, cette métisse connaîtra autant la vie dans la forêt que les mœurs de la société victorienne.

## Biographie

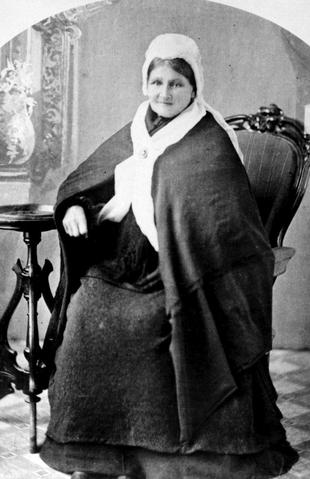
En 1862 (50 ans).

### Jeunesse
Elle est la fille de William Connolly, un commerçant œuvrant dans la traite des fourrures pour le compte de la Compagnie du Nord-Ouest, et de Miyo Nipiy (aussi connue sous le prénom Susanna), la fille d'un chef cri du Manitoba. Issue d'une famille métis, elle parle le français, le cri, un peu l'anglais et probablement le saulteaux. Durant sa jeunesse, elle passe d'un poste de traite à l'autre, suivant les mandats de son père.

### Fort St. James
Quand son père devient facteur en chef de la Compagnie de la Baie d'Hudson en Nouvelle-Calédonie en 1825, la famille déménage à Fort St. James. Son père embauche alors James Douglas, lui également un métis (sa mère étant une femme libre de couleur et son père écossais). À l'âge de seize ans, le 27 avril 1828, Amelia épouse James Douglas. Durant l'été, le chef porteur Kw'eh veut venger la mort d'un proche et investit le fort. Il menace de tuer Douglas, mais Amelia réussit à faire avorter l'assassinat en offrant des denrées.

### Fort Vancouver et Victoria
En 1830, en raison de la dégradation de sa relation avec les Porteurs, Douglas est transféré à Fort Vancouver en tant que comptable pour le département du Columbia. Durant les 18 années où elle y habitera avec son mari, Amelia met au monde 10 enfants. Elle est décrite comme une femme réservée et timide, mais amicale avec les autres femmes métis du fort. Puisque les métis parlaient peu l'anglais, leurs relations avec les épouses d'origine européenne étaient plus difficiles. Le 28 février 1837, son mariage est officialisé par le révérand Herbert Beaver, selon les rites de l'Église d'Angleterre. Ayant appris à lire et à écrire (avec difficulté), elle enseigne elle-même à ses enfants jusqu'à l'arrivée d'une école en 1844. Elle enseigne également les histoires de son peuple à sa progéniture.
En 1848, James Douglas est nommé gouverneur pro tempore de la colonie de l'Île de Vancouver. La famille déménage à Victoria, où elle deviendra l'une des plus riches. Douglas est gouverneur de façon permanente entre 1851 et 1864. Il devient simultanément le premier gouverneur de la colonie de la Colombie-Britannique entre 1858 et 1864. Amelia travaille comme sage-femme et infirmière. Elle devient « Lady Douglas » lorsque son mari est anobli en 1863. Décédée en 1890, elle est inhumée au cimetière de Ross Bay.

## Hommages
- L'Amelia Douglas Gallery, à New Westminster, est nommée en son honneur en 1992[1].

## Source
- (en) Cet article est partiellement ou en totalité issu de l’article de Wikipédia en anglais intitulé « Amelia Douglas » (voir la liste des auteurs).